# 太平山粉蝨
太平山粉蝨（学名：Aleyrodes taiheisanus）为粉蝨科粉蝨屬下的一个种。